# Zeferino González y Díaz Tuñón
Zeferino González y Díaz Tuñón, O.P., španski rimskokatoliški duhovnik, škof in kardinal, * 28. januar 1821, Villoria, † 29. november 1894.

## Življenjepis
28. novembra 1844 je podal prve redovne zaobljube, naslednje leto pa še slovesne zaobljube pri dominikancih; leta 1854 je prejel duhovniško posvečenje.
16. junija 1874 je bil imenovan za škofa Málage in 21. junija 1875 je odstopil s tega položaja.
5. julija 1875 je bil imenovan za škofa Córdobe in 24. oktobra istega leta je prejel škofovsko posvečenje.
15. marca 1883 je bil imenovan za nadškofa Seville in s tega položaja je odstopil 28. novembra 1889.
10. novembra 1884 je bil povzdignjen v kardinala.
27. marca 1885 je bil imenovan za nadškofa Toleda in 15. januarja 1886 ponovno za nadškofa Seville.
17. marca 1887 je bil ustoličen kot kardinal-duhovnik S. Maria sopra Minerva.